# George Colley
George Colley (18 octobre 1925 - 17 septembre 1983) est un homme politique irlandais du Fianna Fáil qui est Tánaiste de 1977 à 1981, ministre de l'Énergie de 1980 à 1981, ministre du Tourisme et des Transports de 1979 à 1980, ministre de la Fonction publique de 1977 à 1979, ministre des Finances de 1970 à 1973 et de 1977 à 1979, ministre du Gaeltacht de 1969 à 1973, ministre de l'Industrie et du Commerce de 1966 à 1970, ministre de l'Éducation de 1965 à 1966 et secrétaire parlementaire du ministre de l'Éducation de 1964 à 1965. Il est Teachta Dála (TD) de 1961 à 1983.

## Jeunesse
Colley est né à Fairview, dans la banlieue de Dublin, en 1925. Il est le fils de Harry Colley (en) et Christina Colley (née Nugent). Son père est un vétéran de l'Insurrection de Pâques de 1916 et un ancien adjudant de l'Armée républicaine irlandaise (IRA), qui est élu au Dáil Éireann en 1944, en tant que candidat du Fianna Fáil.
Il fait ses études à l'école secondaire St Joseph de Fairview, où l'un de ses camarades de classe et ami le plus proche est Charles Haughey, qui devient plus tard son principal rival politique. Il étudie le droit à l'University College de Dublin et obtient son diplôme d'avocat au milieu des années 1940. Il reste ami avec Haughey après avoir quitté l'école et, ironiquement, l'encourage à devenir membre du Fianna Fáil en 1951. Haughey est élu au Dáil Éireann lors des élections générales de 1957, évinçant ainsi le père de Colley. Cela met à rude épreuve les relations entre les deux jeunes hommes.

## Carrière politique
Colley est élu au Dáil aux élections générales de 1961, récupérant l'ancien siège de son père dans la circonscription de Dublin Nord-Est. De plus, il est élu dans la même circonscription que Haughey, accentuant ainsi la rivalité. Par la suite, Colley progresse rapidement dans les rangs du Fianna Fáil. Il devient membre du Dáil à une époque où s'opère un changement de la génération la plus âgée vers la jeune génération, changement facilité par le Taoiseach Seán Lemass.
Il est actif au sein de l'Oireachtas en tant que président de certaines des commissions paritaires du travail, créées sous l'égide du Tribunal du travail, pour fixer les salaires légalement exécutoires pour les groupes de travailleurs qui n'avaient pas été efficacement organisés en syndicats. Il est également chef de la délégation parlementaire irlandaise auprès de l'Assemblée consultative du Conseil de l'Europe. Il est nommé secrétaire parlementaire du ministre des Terres en octobre 1964.

### Ministre de l'Éducation (1965-1966)
Après la réélection du gouvernement Lemass aux élections générales de 1965, Colley rejoint le cabinet en tant que ministre de l'Éducation. Il présente un plan visant à créer des écoles polyvalentes, crée un conseil consultatif sur l'hébergement des écoles post-primaires à Dublin et introduit un service psychologique scolaire.

### Ministre de l'Industrie et du Commerce (1966-1970)
Il est promu ministre de l'Industrie et du Commerce lors d'un remaniement ministériel en juillet 1966, et il poursuit la politique gouvernementale d'expansion économique qui prévaut depuis la fin des années 1950.
En novembre 1966, Seán Lemass démissionne subitement de son poste de chef du parti. Colley se présente aux élections à la direction qui suivent. Il est le candidat préféré des anciens du parti tels que Seán MacEntee et Frank Aiken, ce dernier dirigeant la campagne de Colley. Il est considéré comme étant dans le même moule que les fondateurs du parti, préoccupé par des questions telles que la réunification pacifique du pays et la cause de la langue irlandaise. Charles Haughey et Neil Blaney, déclarent également leur intérêt pour le leadership ; cependant, tous deux se retirent lorsque le ministre des Finances, Jack Lynch, annonce sa candidature. Colley ne renonce pas et la question de la direction est soumise au vote pour la première fois dans l'histoire du parti Fianna Fáil.
L'élection à la direction a lieu le 9 novembre 1966 et Lynch bat Colley par 59 voix contre 19. Lorsque le nouveau Taoiseach annonce la composition de son cabinet, Colley conserve le portefeuille de l'Industrie et du Commerce.
Après le succès du Fianna Fáil aux élections générales de 1969, Colley conserve son poste ministériel et prend également en charge le portefeuille du Gaeltacht, un domaine dans lequel il a un intérêt personnel. Il utilise cette double position pour diriger les investissements industriels vers les régions du Gaeltacht. Il entreprend de changer la vision traditionnelle selon laquelle les régions de langue irlandaise sont arriérées et promeut leur droit égal aux industries les plus sophistiquées établies en Irlande grâce aux investissements étrangers.

### Ministre des Finances (1970-1973)
À la suite de la crise des armements en 1970, un important remaniement ministériel a lieu. Quatre ministres, Charles Haughey, Neil Blaney, Kevin Boland et Mícheál Ó Móráin, quittent le gouvernement en raison du scandale. Malgré sa défaite face à Jack Lynch lors de la course à la direction quatre ans plus tôt, Colley reste fidèle au chef du parti et devient un proche allié politique. Il est récompensé par sa nomination au poste de ministre des Finances, le deuxième poste le plus important du gouvernement, tout en conservant le portefeuille Gaeltacht.
Colley est considéré comme un ministre prévisible et l'homme sûr par excellence, et un keynésien. Sa décision d'introduire des déficits budgétaires dans ses trois premiers budgets est même saluée par l'opposition. Il supervise la décimalisation de la monnaie irlandaise en 1971. Il défend également l'introduction de RTÉ Raidió na Gaeltachta et défend ses arguments financiers en 1972, en tant que ministre responsable du Gaeltacht.

### Dans l'opposition (1973-1977)
En 1973, le Fianna Fáil est évincé après seize ans de gouvernement lorsque la coalition nationale du Fine Gael et du Parti travailliste arrive au pouvoir. Colley est nommé porte-parole de l'opposition pour les finances, sur le nouveau banc avant du Fianna Fáil. Il en vient à être considéré comme un porte-parole assidu et critique ce qu'il considère comme la politique économique restrictive du gouvernement de coalition et la taxation du capital qui, selon lui, décourage les investissements.
À l'approche des élections générales de 1977, Colley et Martin O'Donoghue sont les principaux architectes du programme électoral du Fianna Fáil. Le programme gouvernemental du parti comprend un certain nombre d'incitations, notamment l'abolition de la taxe sur les voitures et des taxes sur les logements, car ils pensaient que le gouvernement de coalition resterait au pouvoir.

### Tánaiste et ministre (1977-1981)
Le Fianna Fáil revient au pouvoir aux élections générales de 1977, avec une majorité de 20 sièges au Dáil, contrairement aux sondages d'opinion et aux commentateurs politiques. Colley est reconduit dans ses fonctions de ministre des Finances et de ministre de la Fonction publique, et est également nommé Tánaiste (vice-premier ministre). Cette dernière nomination l'établit comme l'héritier présumé du Taoiseach Jack Lynch.
Au cours de son deuxième mandat en tant que ministre des Finances, Colley met en œuvre des politiques controversées issues du programme électoral. Il entreprend de démanteler le programme d'imposition du capital du gouvernement précédent, tout en abolissant l'impôt sur la fortune et en diminuant les impôts sur les plus-values et les acquisitions de capitaux. Sa politique de faible fiscalité et la poursuite des investissements gouvernementaux aboutissent à des emprunts étrangers massifs et à un déficit de la balance des paiements. En 1979, les politiques économiques du Fianna Fáil déraillent en raison de grèves, de revendications salariales plus élevées et de la crise énergétique de 1979. L'introduction d'un prélèvement de 2 pour cent sur la production agricole provoque la colère de certains députés ruraux d'arrière-ban, et des tensions entre partis apparaissent.
En décembre 1979, Jack Lynch démissionne de manière inattendue de son poste de Taoiseach et de leader du Fianna Fáil. On dit que Colley et ses partisans ont encouragé Lynch à prendre sa retraite un mois plus tôt que prévu parce qu'il estime avoir le soutien nécessaire pour remporter une élection à la direction et que la décision rapide prendrait Charles Haughey et ses partisans au dépourvu.
Le soutien aux deux candidats est équilibré tout au long de la course à la direction. Colley a le soutien de la majorité du Cabinet et de la hiérarchie du parti, tandis que Haughey compte sur le soutien des nouveaux députés d'arrière-ban. Un scrutin secret a lieu le vendredi 7 décembre 1979. Le ministre des Affaires étrangères, Michael O'Kennedy annonce son soutien à Haughey à la veille des élections. On pense que cela a fait basculer le vote et Haughey bat Colley par 44 voix contre 38.
Colley reste Tánaiste, mais demande et obtient un veto sur les nominations ministérielles de Haughey aux ministères de la Justice et de la Défense. Colley quitte ses fonctions de ministre des Finances et de ministre de la Fonction publique. Il décline le poste de ministre des Affaires étrangères, lui préférant un portefeuille intérieur, ce qui aboutit à une rétrogradation. Il est nommé provisoirement ministre des Transports et du Tourisme, avant de prendre en charge le nouveau ministère de l'Énergie. Au cours de son bref mandat, il bloque le projet controversé du Nuclear Energy Board de construire une centrale nucléaire à Carnsore Point dans le comté de Wexford.

### Fin de carrière
Le Fianna Fáil perd le pouvoir aux élections générales de 1981, lorsqu'un gouvernement de coalition éphémère Fine Gael-Parti travailliste prend ses fonctions. Haughey retarde la nomination d'un nouveau banc avant de l'opposition, mais Colley est toujours un membre clé de la hiérarchie du Fianna Fáil.
Le Fianna Fáil reprend ses fonctions aux élections générales de février 1982, mais le leadership de Haughey et l'incapacité à obtenir une majorité globale suscitèrent des inquiétudes. Colley exige le même veto qu'auparavant sur les nominations de Haughey en matière de défense et de justice, mais cela est refusé. Lorsqu'il est révélé que Ray Mac Sharry serait nommé Tánaiste à sa place, il refuse un autre poste ministériel. Cela met effectivement un terme à sa carrière politique au premier rang, mais il reste un critique virulent de la direction du parti depuis les banquettes d'arrière-ban.
Lorsque le gouvernement du Fianna Fáil s'effondre et est remplacé par un autre gouvernement de coalition après les élections générales de novembre 1982, un certain nombre de députés et de sénateurs expriment de nouveau leur manque de confiance dans le leadership de Haughey. Plusieurs candidatures de leadership infructueux ont lieu à la fin de 1982 et au début de 1983, Colley soutenant désormais Desmond O'Malley et le Gang des 22 qui s'opposent à Haughey.

## Vie privée
Colley rencontre sa future épouse, Mary Doolan, lors de cours d'irlandais au Kerry Gaeltacht. Ils se marient le 27 septembre 1950 et ont trois fils et quatre filles, dont l'une, Anne Colley, devint députée du parti Démocrates progressistes.
Colley meurt subitement le 17 septembre 1983, à l'âge de 57 ans, alors qu'il était soigné pour une maladie cardiaque au Guy's Hospital de Londres.